# 広島県道246号竹原港線
広島県道246号竹原港線（ひろしまけんどう246ごう たけはらこうせん）は、広島県竹原市を通る一般県道である。

## 概要
竹原港から国道185号・国道432号交点に至る。

### 路線データ
- 起点：竹原市塩町1丁目（竹原港、広島県道464号竹原吉名線（未供用）起点）
- 終点：竹原市中央4丁目（竹原市役所南交差点、国道185号交点、国道432号起点）
- 総延長：1.29 km

## 歴史
- 1960年（昭和35年）10月10日 - 広島県告示第682号により広島県道113号竹原港線として認定される。
- 1972年（昭和47年）11月1日 - 広島県の県道番号再編により現行の路線番号に変更される。

## 路線状況
竹原市塩町1丁目では一方通行区間がある。

## 地理

### 通過する自治体
- 竹原市

### 交差する道路
| 交差する道路                  | 交差する場所 | 交差する場所              |
| ----------------------------- | ------------ | ------------------------- |
| 広島県道464号竹原吉名線未供用 | 塩町1丁目    | 起点                      |
| 国道185号 国道432号           | 中央4丁目    | 竹原市役所南交差点 / 終点 |

### 交差する鉄道
- 呉線

### 沿線
- 竹原港
- 三井金属製錬所
- 竹原警察署
- JR西日本呉線 竹原駅
- 竹原市役所